# Shahjahanpur
Shahjahanpur è una suddivisione dell'India, classificata come municipal board, di 297.932 abitanti, capoluogo del distretto di Shahjahanpur, nello stato federato dell'Uttar Pradesh. In base al numero di abitanti la città rientra nella classe I (da 100.000 persone in su).

## Geografia fisica
La città è situata a 27° 52' 60 N e 79° 55' 0 E e ha un'altitudine di 143 m s.l.m..

## Società

### Evoluzione demografica
Al censimento del 2001 la popolazione di Shahjahanpur assommava a 297.932 persone, delle quali 162.796 maschi e 135.136 femmine. I bambini di età inferiore o uguale ai sei anni assommavano a 54.951, dei quali 35.804 maschi e 19.147 femmine. Infine, coloro che erano in grado di saper almeno leggere e scrivere erano 128.552, dei quali 83.666 maschi e 44.886 femmine.